# Pflanzen im Weltraum

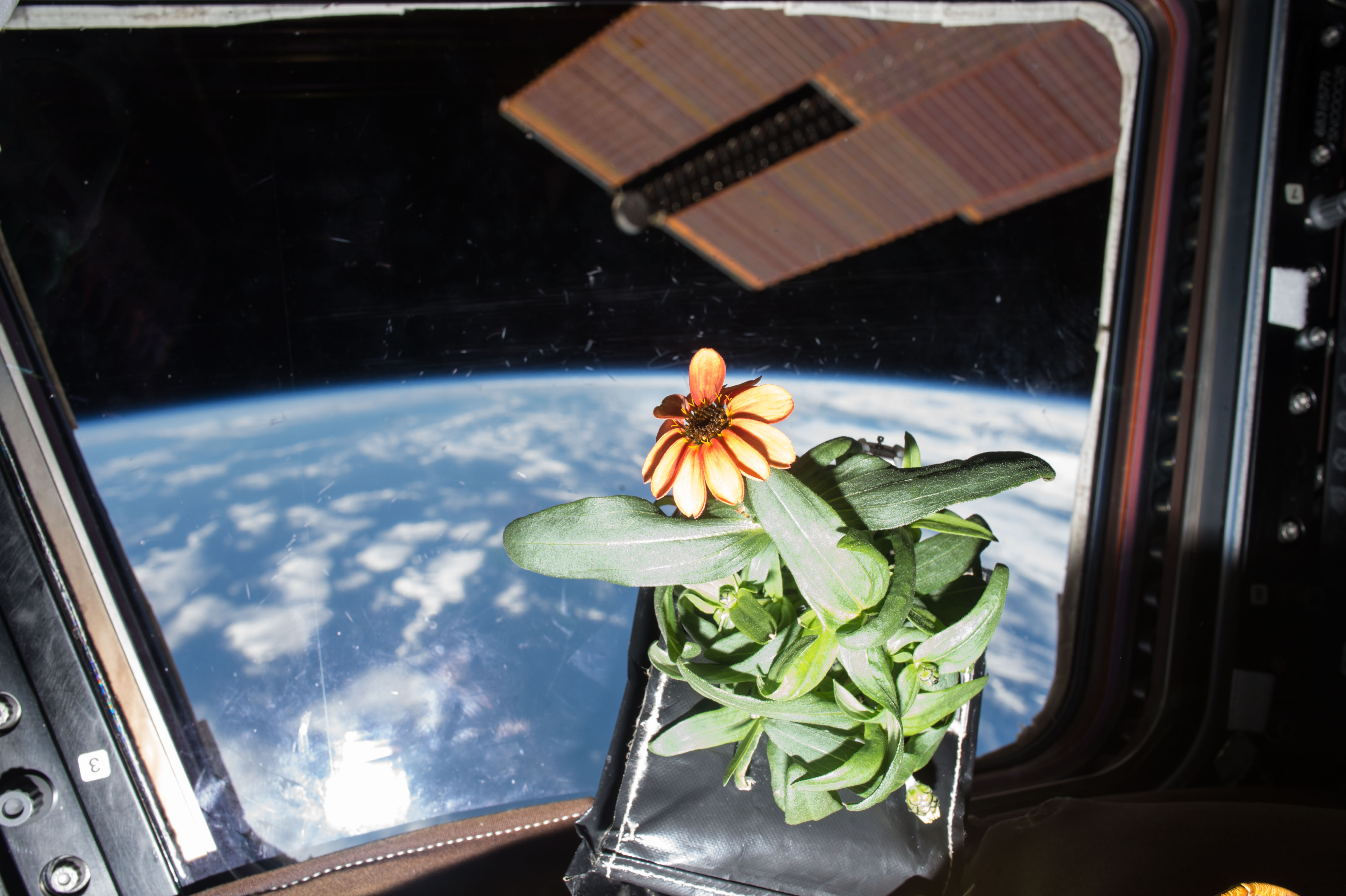
Zinnia-Pflanze auf einer Raumstation im Erdorbit

Pflanzen im Weltraum sind Pflanzen, welche im Weltraum leben und / oder wachsen können und mit Bedingungen wie der Schwerelosigkeit, Vakuum, wenig Licht und den extremen Temperaturen durch spezielle Technologien zurechtkommen. Meist werden sie in kontrollierten wissenschaftlichen Gärten angebaut. Dieser Prozess wird auch Astrobotanik genannt.
Im Zusammenhang mit der Raumfahrt könnten sie genutzt werden, um Nahrungsmittel zu erzeugen und eine Atmosphäre und Sauerstoff zu erschaffen und dadurch besser Lebensbedingungen zu schaffen.
Die NASA plant den Anbau von Pflanzen im Weltraum, um Astronauten mit Nahrung zu versorgen und vor gesundheitlichen Beschwerden zu schützen und so auf längere Flüge vorzubereiten.

## Probleme für Pflanzen im Weltraum
Pflanzen im Weltraum sind extremen abiotischen Umweltfaktoren ausgesetzt, was zusätzliche Technologien erfordert, um sie wachsen und überleben zu lassen.

### Schwerelosigkeit und Gravitation
Die erste Herausforderung ist es, Pflanzen ohne Schwerkraft wachsen zu lassen, da es ohne diese zur Entwurzelung kommen kann und die Pflanze nicht genug Haftung hat und so vom überlebenswichtigen Boden getrennt werden könnte. Die Wissenschaft, die sich damit befasst, nennt sich Gravitationsbiologie. Die Fähigkeit der Pflanzen, sich mit Hilfe der Schwerkraft auszurichten, wird als „Gravitropismus“ bezeichnet.

### Vakuum und fehlendes Wasser
Pflanzen könnten nicht im Vakuum überleben, da ihnen Wasser und Kohlenstoffdioxid (CO2) für den Stoffwechsel fehlten. Daher wären sie auf Lebenserhaltungssysteme angewiesen.

### Licht und Dunkelheit
Im Weltraum kann die Pflanze an vielen Orten außerdem nicht genug Licht erhalten, was dazu führt, dass eine Photosynthese nicht möglich ist. Zu viel Licht kann der Pflanze ebenfalls schaden, da durch die Strahlung und Hitze Chlorophylle zerstört werden. Das Pflanzenwachstum orientiert sich an der Lichtquelle. So wuchsen Pflanzen in Experimenten mit viel Licht gerade, während sie im Dunkeln keine Orientierung finden konnten und daher kreuz und quer wuchsen (Phototropismus). Die Blätter müssen zum Licht ausgerichtet sein, um energiereiche Kohlenhydrate produzieren zu können.

### Kosmische Strahlung und chemische Faktoren
Ebenfalls kann sich die Intensität der Kosmischen Strahlung, die stark von den Lebensbedingungen auf der Erde abweicht, als schwierig für Leben und Gesundheit erweisen. Siehe auch: Strahlenexposition

### Boden
Neben der Pflanze selbst muss auch der Boden reichhaltig an Mineralien und Wasser sein. Durch den im Vakuum stark herabgesetzten Siedepunkt von Wasser ist es ohne künstliche Atmosphäre nicht möglich Erde feucht zu halten und so Pflanzen mit Wasser zu versorgen. Siehe auch: Bodenbeschaffenheit

### Klima und Temperatur
Ein weiteres Hauptproblem stellen die extremen hohen oder niedrigen Temperaturen im Weltraum dar, die es der Pflanze nahezu unmöglich machen zu überleben, da sie entweder vertrocknet oder erfriert. Siehe auch: Kältestress bei Pflanzen, Auswinterung (Pflanze) und Trockenstress.

### Biotische Faktoren
Da sich im bisher bekannten Weltraum der Menschheit keine Tiere und Pflanzen eindeutig nachweisen lassen, fehlt es auch Pflanzen an Insekten wie Bienen, die zur Bestäubung und anderen symbiotischen Prozessen (z. B. für die Bodenbeschaffenheit) beitragen.

## Vorteile der Pflanzennutzung im Weltraum
Pflanzen können Kohlenstoffdioxid aus der Luft zu Kohlenhydraten umwandeln und aus Wasser elementaren Sauerstoff generieren. Außerdem können sie die Luftfeuchtigkeit in der Kabine regulieren. Der Anbau von Pflanzen im Weltraum kann für die Besatzung von Weltraumflügen ebenfalls einen gesundheitlichen und psychologischen Vorteil bieten. Pflanzen stellen im Terraforming einen wichtigen Bestandteil um eine erdähnliche sauerstoffhaltige Atmosphäre aufzubauen und auf Sauerstoff angewiesenes Leben zu ermöglichen.

## Forschung zur Pflanzenzucht und -haltung im Weltraum
Untersucht wird vor allem in mehreren Experimenten, wie sich das Pflanzenwachstum, die Gesundheit und Lebensdauer sowie die Samenverteilung und die Qualität im Gegensatz zu den Bedingungen auf der Erde unterscheiden. Auf diese Weise können Wissenschaftler untersuchen, ob bestimmte Pflanzenwachstumsmuster angeboren oder umweltbedingt sind.
Viele Experimente verfolgen einen allgemeineren Ansatz bei der Beobachtung der allgemeinen Wachstumsmuster der Pflanzen im Gegensatz zu einem spezifischen Wachstumsverhalten. In einem solchen Experiment der Canadian Space Agency wurde beispielsweise festgestellt, dass weiße Fichtensetzlinge in der schwerkraftlosen Weltraumumgebung anders gewachsen sind als erdgebundene Sämlinge. Die Weltraumsämlinge zeigten ein erhöhtes Wachstum der Sprossen und Nadeln und eine randomisierte Amyloplastenverteilung im Vergleich zur erdgebundenen Kontrollgruppe wurde festgestellt.

## Geschichte der Pflanzennutzung und Haltung im Weltraum

### Anfänge auf der Erde und Experimente zur Samenproduktion und Gravitationsverhalten
Die Idee von Pflanzen im Weltraum wurde bereits im 19. Jahrhundert durch Kurzgeschichten wie The Brick Moon von Edward Everett Hale im Jahr 1869 aufgerufen.
Allan H. Brown testete 1983 die Setzlingsbewegungen an Bord des Space Shuttle Columbia. Die Bewegungen der Sonnenblumensämlinge wurden im Orbit aufgezeichnet. Er beobachtete, dass die Sämlinge trotz Schwerkraftmangels immer noch ein Rotationswachstum und eine Umrundung erlebten, was zeigt, dass diese Verhaltensweisen instinktiv sind.
1982 entwickelte die Crew der sowjetischen Raumstation Saljut 7 ein Experiment, bei welchem Schaumkressen mithilfe von Fiton-3 in einem kleinen Gewächshaus angebaut wurden. Sie wurden zu den ersten Pflanzen, die Weltraum angebaut wurden, um Samen im Weltraum zu produzieren.
Eine Studie von Skylab beschäftigte sich mit den Effekten von Gravitation und Licht. Dank des SVET-2 Space Gewächshauses ist es 1997 in der Mir gelungen, Samen zu Samen Bepflanzungen durchzuführen. Bion 5 schaffte es Möhren und Bion 7 Mais anzubauen.
Andere Experimente haben gezeigt, dass Pflanzen die Fähigkeit haben, selbst unter den Bedingungen der Schwerkraft gravitropistisch zu sein. Beispielsweise ermöglicht das europäische modulare Kultivierungssystem der ESA das Experimentieren mit Pflanzenwachstum. In einem kleinen Gewächshaus können Wissenschaftler an Bord der Internationalen Raumstation untersuchen, wie Pflanzen unter Schwerkraftbedingungen reagieren. Das Gravi-1-Experiment (2008) nutzte das EMCS, um das Wachstum von Linsenkeimlingen und die Bewegung von Amyloplasten auf den kalziumabhängigen Bahnen zu untersuchen. Die Ergebnisse dieses Experiments haben gezeigt, dass die Pflanzen die Richtung der Schwerkraft selbst auf sehr niedrigem Niveau wahrnehmen können. Ein späteres Experiment mit dem EMCS brachte 768 Linsen-Keimlinge in eine Zentrifuge, um verschiedene Gravitationsänderungen zu stimulieren. Dieses Experiment der Gravi-2 von 2014 zeigte, dass Pflanzen das Kalziumsignal in Richtung Wurzelwachstum verändern, während sie in mehreren Schwerkraftniveaus wachsen.
2007 testete die NASA wie Bäume auf dem Vulkan Pico de Orizaba wachsen, um dadurch herauszufinden wie es möglich ist Bäume auf dem Mars wachsen lassen zu können.
Im Rahmen der Gravitationsbiologie wurden 2014 mehrere Experimente zu dem Verhalten von Pflanzen bei künstlichen Schwerelosigkeit und Rotation sowie vertikalen Pflanzen an Wänden gemacht.
Auf der Erde wurde das Pflanzenwachstum bereits in extremen Wetterregionen wie der Antarktis untersucht.

### Experimente im Weltraum
Im späten 20. Jahrhundert und frühen 21. Jahrhundert wurden Pflanzen in einem niedrigen Erdorbit in den Weltraum gebracht, um in einer schwerelosen, aber unter Druck stehenden Umgebung, die manchmal als Weltraumgärten bezeichnet wird, gezüchtet zu werden.

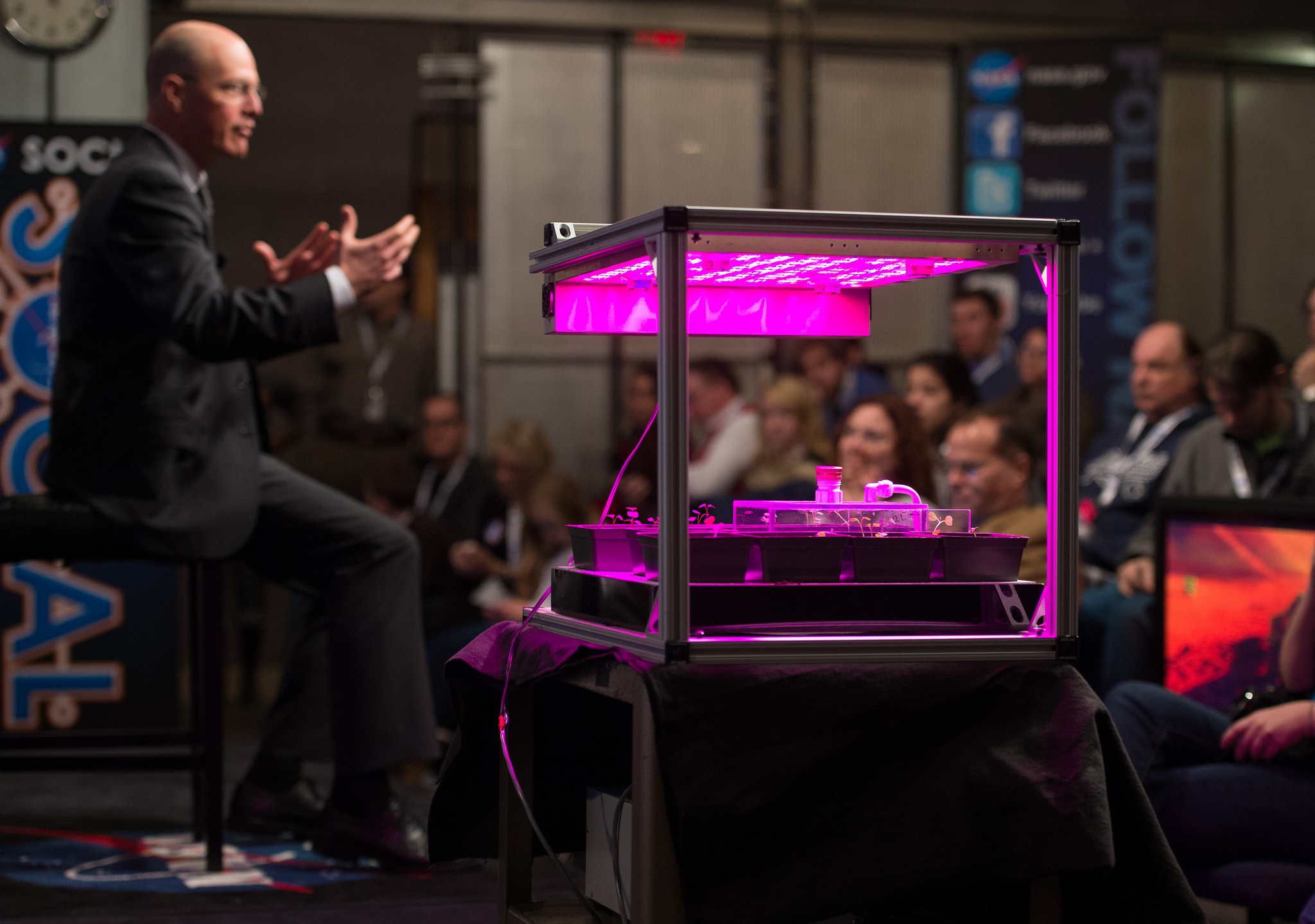
Gemüseproduktion der Internationalen Raumstation wird diskutiert.

In den 2010er-Jahren gab es ein gesteigertes Interesse an längeren Weltraummissionen, was auch das Verlangen nach Pflanzen im Weltraum als Nahrungsquelle erhöhte. Ein Beispiel dafür ist die Gemüseproduktion auf der Internationalen Raumstation. Bis zum Jahr 2010 wurden auf ihr 20 Pflanzenexperimente durchgeführt.
Bereits 2003 wurden Algen von Forschern aus Bonn ins All geschickt, um zu schauen, wie diese sich in Schwerelosigkeit orientieren. Im Sommer 2015 aßen die Crew der Internationalen Raumstation erstmals im Weltraum gewachsenen roten Römersalat. Die ersten Nährstoffkissen mit Salatsamen wurden von Astronaut Steve Swanson im Mai 2014 aktiviert und nach ungefähr einem Monat geerntet. Diese Proben wurden, wie auch das restliche bisher auf der ISS gezogene Gemüse, zur Erde zurückgeschickt und mikrobiologisch untersucht, bis anschließend die Erlaubnis zum Verzehr erteilt wurde.
Im Januar 2016 blühte die Zinnie auf der Internationale Raumstation als erste Blume im Weltraum nach mehreren vorherigen Experimenten auf.
Im Jahr 2017 enthielt die fünfte Ernte von Chinakohl (Brassica rapa) an Bord der ISS in einem Pflanzenwachstumsgerät eine Zuteilung für den Crew-Verbrauch, während der Rest für Studienzwecke eingespart wurde.
2017 wurde der Advanced Plant Habitat für ISS entwickelt, welches ein nahezu autarkes Pflanzenwachstumssystem für diese Weltraumstation in niedriger Erdumlaufbahn ist. Das System wird parallel zu einem anderen in der Anlage angebauten System an Bord der Station Vegetable Production System (kurz: VEGGIE) installiert. Ein wesentlicher Unterschied zu diesem System besteht darin, dass APH so ausgelegt ist, dass es weniger Wartung durch den Menschen erfordert. APH wird vom Plant Habitat Avionics Real-Time Manager unterstützt. Pflanzen, die in APH getestet werden sollten, sind unter anderem Weizen und Arabidopsis. Im Dezember 2017 wurden hunderte von Samen an die ISS geliefert, um im VEGGIE-System zu wachsen.
2018 wurde das Veggie-3-Experiment mit Pflanzenkissen und Wurzelmatten getestet. Eines der Ziele besteht darin, Nahrungsmittel für den Crew-Verzehr anzubauen. Zu diesem Zeitpunkt getestete Pflanzen waren Kohl, Salat und Mizuna. 2018 wurde ebenfalls das PONDS-System für die Nährstoffzufuhr in der Schwerelosigkeit getestet.
Im Oktober 2018 schickten Forscher aus Bremen einen Satelliten mit einem Gewächshaus mit Tomatensamen in den Weltraum, um zu erforschen wie Tomaten im Weltraum wachsen. Der Satellit erzeugt Gravitation, indem er rotiert. Dabei kommt er ohne herkömmlichen Antrieb aus. Stattdessen nutzt er das Magnetfeld der Erde, von dem er sich mit Hilfe einer elektromagnetischen Spule abstößt. 16 Kameras sollen das Geschehen rund um die Uhr aufzeichnen.
Am 15. Januar 2019 berichtete die chinesische Nachrichtenagentur Xinhua, dass es den chinesischen Forschern der Chongqing-Universität gelang, auf der Mondsonde Chang’e-4, mit der erstmals in der Geschichte der Raumfahrt eine kontrollierte Landung auf der Rückseite des Mondes glückte, Baumwolle zum Keimen zu bringen. Neben Baumwolle hatten die Forscher auch andere Pflanzensamen sowie Eier von Fruchtfliegen und Hefepilze auf den Mond geschickt. Ziel war es, eine Mini-Biosphäre aufzubauen.
Mit Einbruch der Mondnacht sank die Temperatur in der Biosphärenkammer jedoch auf −52 °C und die Lebewesen starben 212,75 Stunden nachdem sie kurz nach der Landung mittels Bewässerung aus der Hibernation geweckt worden waren.

## Pflanzen im Weltraum

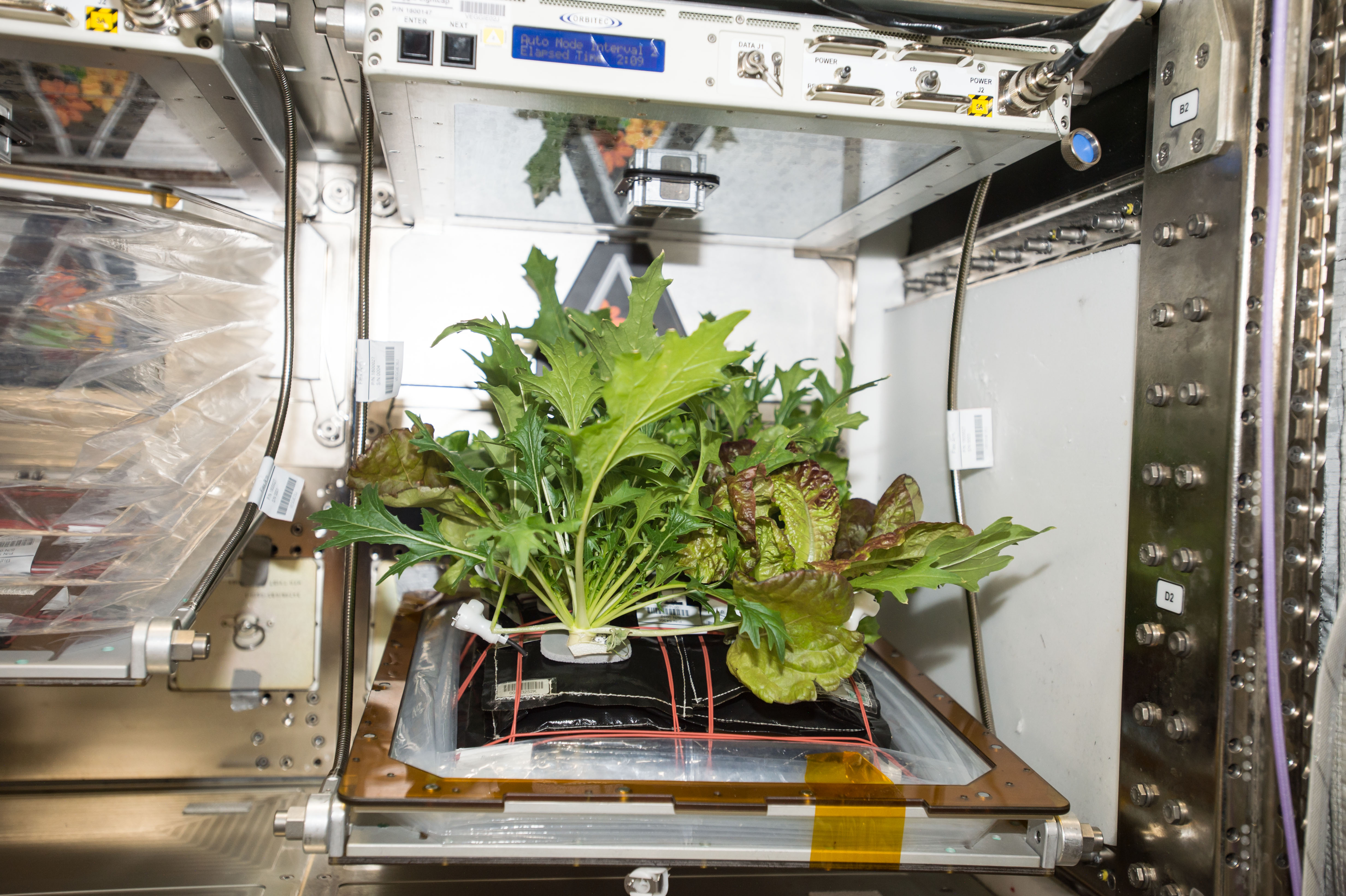
Salat wächst an Bord der ISS

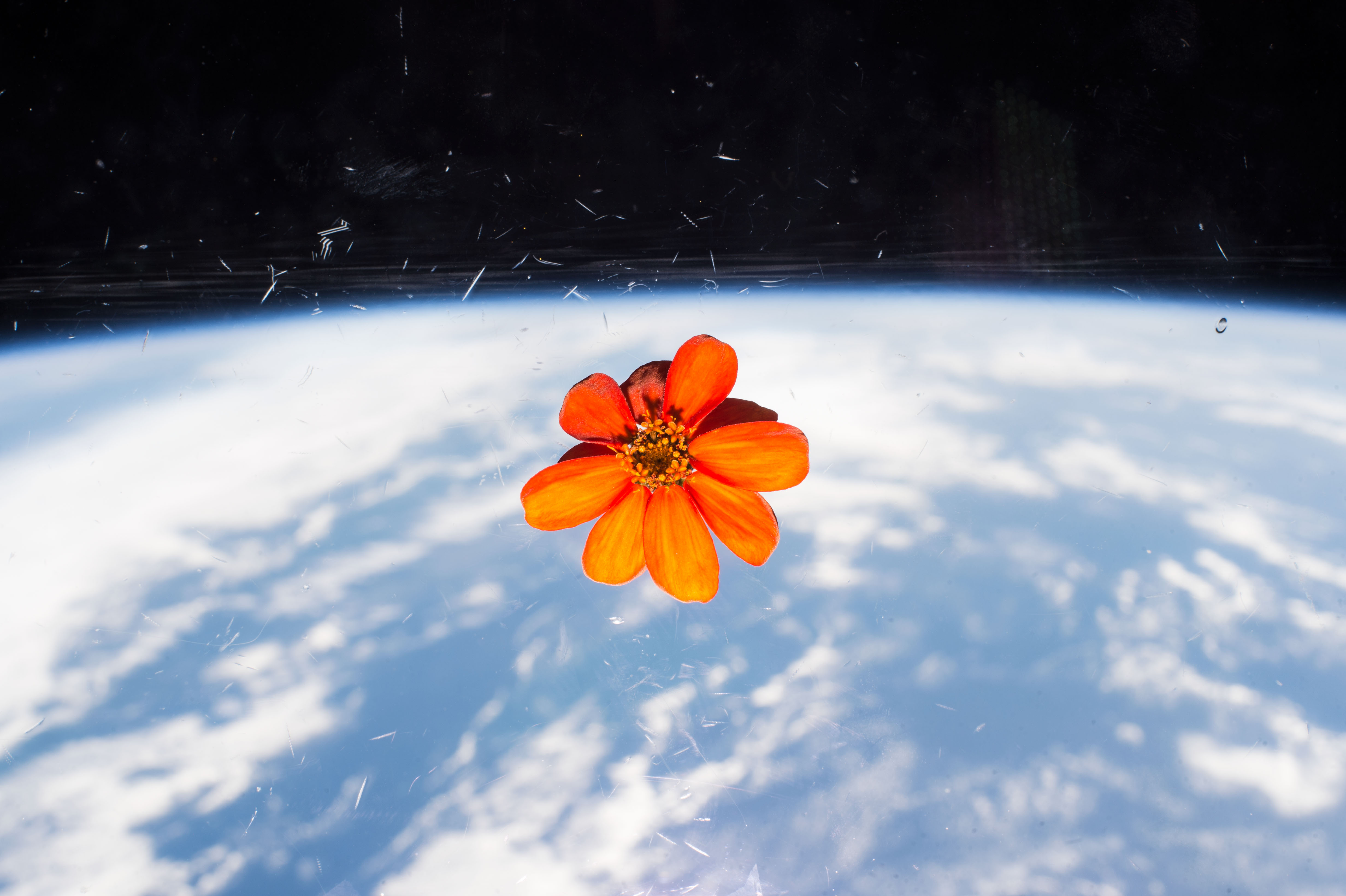
Zinnie fliegt an Bord der ISS

Bekannte Pflanzen, die im Weltraum wachsen können, sind:
- Arabidopsis[55][56]
- Pak Choi[57]
- Zwergweizen[58]
- Apogee-Weizen[58]
- Brassica rapa[58]
- Reis[59]
- Tulpen[60]
- Kalanchoe[60]
- Gemeiner Lein[60]
- Zwiebel, Erbse, Garten-Rettich, Gartensalat, Weizen, Knoblauch, Gurke, Basilikum, Petersilie, Kartoffel und Dill[60]
- Weißkohl[61]
- Zinnie[62]
- Mizuna[63]
- Römersalat[64]
- Sonnenblume[65]
- Ceratopteris richardii[66]

## Experimente

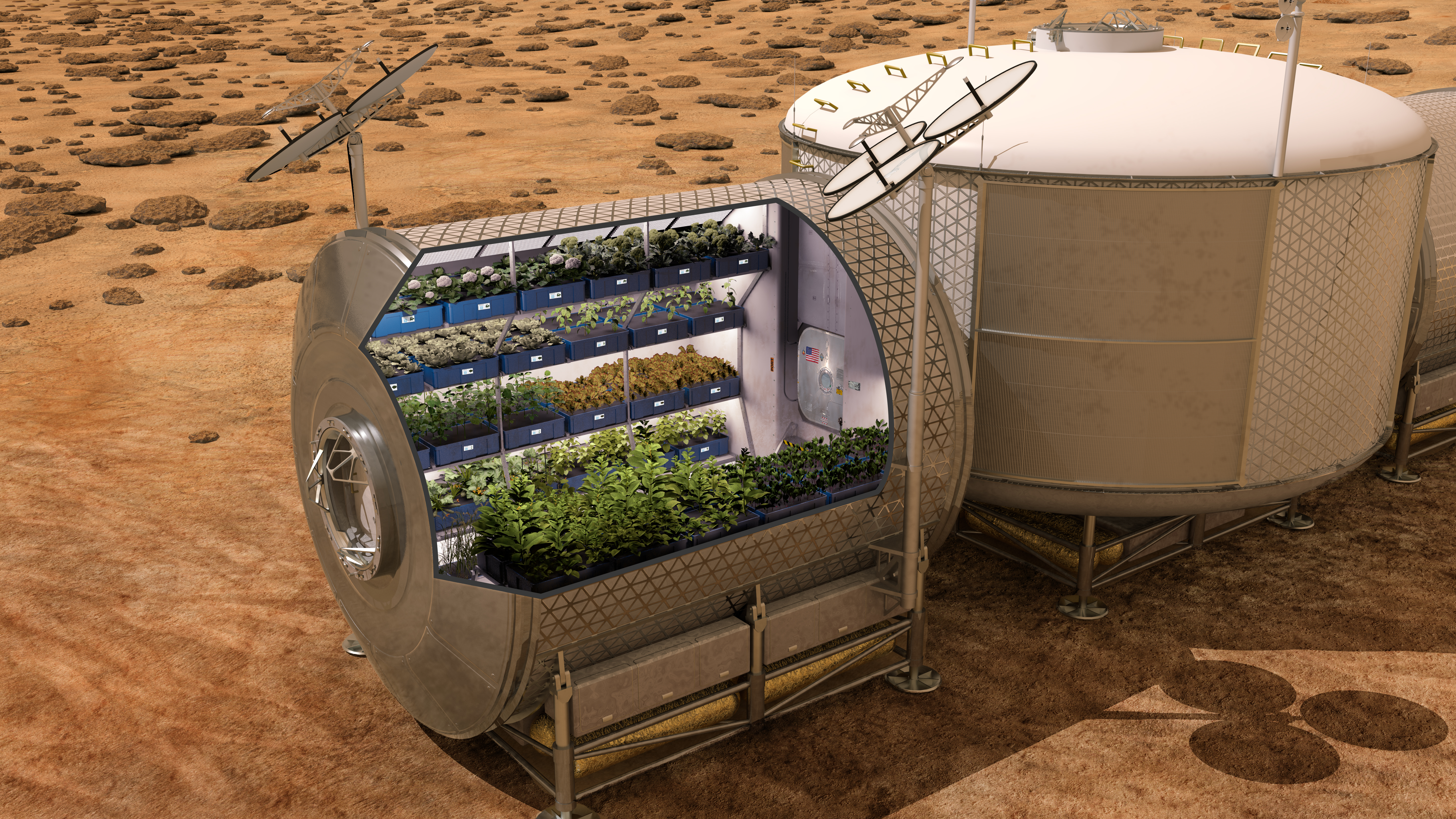
Illustration von Pflanzen, die auf einer hypothetischen Marsstation wachsen.

Bekannte Experimente für Pflanzen für den Weltraum, sind:
- Advanced Plant Habitat
- Bion-Satelit
- Biomass Production System, an Bord der ISS
- Vegetable Production System (Veggie), an Bord der ISS.
- SVET
- SVET-2, auf der Mir.
- Lada Greenhouse (auch Lada Validating Vegetable Production Unit)
- ADVASC
- TAGES, an Bord der ISS.
- Plant Growth/Plant Phototropism, an Bord von Skylab
- Oasis plant growth unit
- Plant Signaling (STS-135)
- Plant growth experiment (STS-95)
- NASA Clean Air Study
- ECOSTRESS, 2018

## Suche nach außerirdischen Pflanzen
Bei der Frage nach außerirdischem Leben kommen nicht nur Tiere oder intelligente Lebensformen, sondern auch Pflanzen in Betracht. Forscher suchen daher vermehrt seit den 2010er-Jahren nach Biopigmenten wie Chlorophylle im Weltraum, die die Existenz von Pflanzen und Prozessen wie der Photosynthese belegen könnten und ein Indiz für tierisches Leben sein können.
Die Suche nach Vegetation auf anderen Planeten begann mit Gavriil Tikhov, der versuchte, extraterrestrische Vegetation durch Analyse der Wellenlängen des reflektierten Lichts eines Planeten oder des Planetenstrahlung zu entdecken. Photosynthetische Pigmente reflektieren wie die Chlorophylle der Erde Lichtspektren, die im Bereich von 700–750 nm liegen. Es wurde vermutet, dass die Beobachtung dieser Spitze bei der Ablesung von Planetenschein eine mit grüner Vegetation bedeckte Fläche signalisieren würde. Die Suche nach extraterrestrischer Vegetation wurde durch die Suche nach mikrobiellem Leben auf anderen Planeten ausgeweitet. Durch mathematische Modelle soll die Lebensfähigkeit von Exoplaneten vorhergesagt werden.